# Ali Şahin Yılmaz
Ali Şahin Yılmaz (* 1. Januar 2004 in Araklı) ist ein türkischer Fußballspieler, der als Innenverteidiger für den türkischen Verein Trabzonspor spielt. 

## Karriere

### Verein
Yılmaz begann seine Karriere 2015 in der Jugendverein von Trabzonspor. Am 14. März 2022 unterzeichnete er einen ersten Profivertrag bei Trabzonspor. Sein Debüt in der Süper Lig gab er am 5. Oktober 2024 im Spiel gegen Hatayspor, das mit einem 1:1-Unentschieden endete. 

### Nationalmannschaft
Yılmaz durchlief mehrere Altersstufen der türkischen Nationalmannschaft. Er spielte für die U16, U18 und U19.